# Ленинградское общество исследователей культуры финно-угорских народностей
Ленингра́дское о́бщество иссле́дователей культу́ры финно-уго́рских наро́дностей (ЛОИКФУН) — научное общество, основанное в Ленинграде в 1925 году. Первое заседание состоялось 1 февраля этого же года. Целью учреждения общества было создание финно-угроведческой научной традиции, а также финно-угроведческого центра. Председателем был избран В. А. Егоров, ученым секретарем — И. Я. Депман, также в обществе состояли: Л. Я. Брюсов, Д. В. Бубрих, Б. Н. Вишневский, А. А. Гераклитов, К. П. Герд, М. Е. Евсевьев, Д. К. Зеленин, М. Т. Маркелов, Е. С. Тигонен, А. И. Попов, Я. Я. Ленсу и др. Общество вело активную издательскую деятельность, проводило полевые комплексные и сравнительные исследования. Ликвидировано в 1931 году, многие члены общества впоследствии были репрессированы.